# Marmosops invictus
Marmosops invictus là một loài động vật có vú trong họ Didelphidae, bộ Didelphimorphia. Loài này được Goldman mô tả năm 1912.